# Semjon Rosenfeld

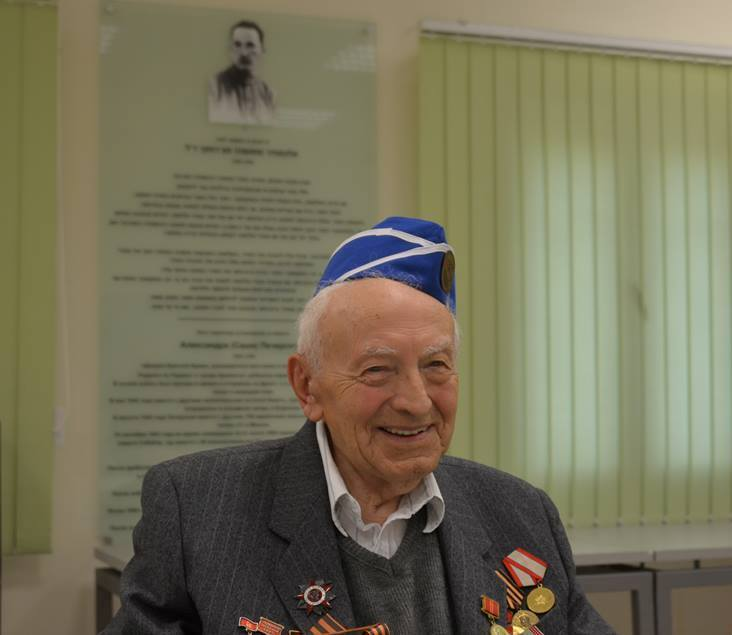
Semjon Rosenfeld (2015)

Semjon Moiseyevich Rosenfeld (auch Rozenfeld,  der Vorname auch in den Schreibweisen Semion, Semyon oder Simjon, geboren am 10. Oktober 1922 in Ternovka, Ukrainische SSR; gestorben am 3. Juni 2019 in Rechovot, Israel) war der letzte bekannte Überlebende des Vernichtungslagers Sobibor und des Aufstands gegen die SS-Wachen. Er war aktiv am Aufstand von Sobibór beteiligt.

## Leben
Über das frühe Leben des in der Ukraine geborenen Rosenfeld ist wenig bekannt. Sein Vater war ein Schneider.
Als Soldat der Roten Armee geriet er in deutsche Kriegsgefangenschaft, wurde danach zwei Jahre in einem Kriegsgefangenenlager in Minsk festgehalten, bevor er zur Ermordung in das Lager Sobibor am 22. September 1943, gemeinsam mit Alexander Petscherski und weiteren Kriegsgefangenen, deportiert wurde. Bei seiner Ankunft im Lager wurde Rosenfeld lediglich durch einen Zufall zu den überlebenden und im Lager arbeitenden Häftlingen aussortiert. Obwohl die SS-Wachmannschaft Möbelmacher und Zimmerleute suchte, war er aus der Reihe getreten und hatte laut gerufen, dass er ein „Glassermasser“ sei. Daraufhin stieß ihn ein SS-Wachsoldat als letzten in die Gruppe, die im Lager arbeiten mussten. Im Lager wurde Rosenfeld zum Schleppen schwerer Steine eingesetzt, bis ihm beim Aufstand von Sobibór am 14. Oktober 1943 die Flucht gelang.
Rosenfeld war aktiv am Aufstand beteiligt und gehörte zu der Widerstandsgruppe, die Petscherski Anfang Oktober gründete und anführte. Er hatte die Aufgabe, gemeinsam mit einem weiteren Widerstandskämpfer, den Lagerkommandanten des Lagers I Karl Frenzel zu töten. Frenzel kam allerdings nicht zum erwarteten Ort. Daraufhin flüchtete auch Rosenfeld und wurde 150 Metern vom Lager entfernt von einer Kugel am Bein getroffen, die eine blutende Fleischwunde hinterließ. Er konnte trotz dieser Verletzung den Wald erreichen, wo er auf Dov Freiberg traf. Nachdem die Rote Armee im Sommer 1944 das Gebiet befreite, schloss sich Rosenfeld ihr wieder an. Er wurde erneut verwundet und kam in ein Lazarett in Berlin, wo für ihn der Krieg endete.
Danach kehrte Rosenfeld in seine Heimat in der Ukrainischen Sozialistischen Sowjetrepublik zurück. Dort angekommen, musste er feststellen, dass die Nationalsozialisten einen Großteil seiner Familie ermordet hatten. Er heiratete die Tochter eines Onkels, die ebenfalls in den Reihen der Roten Armee gekämpft hatte. Mit ihr hatte er zwei Söhne. Im Jahr 1990 wanderte er nach Israel aus. Zuletzt wohnte er mit Unterstützung der Organisation Jewish Agency for Israel in einem Altenheim.

## Ehrungen

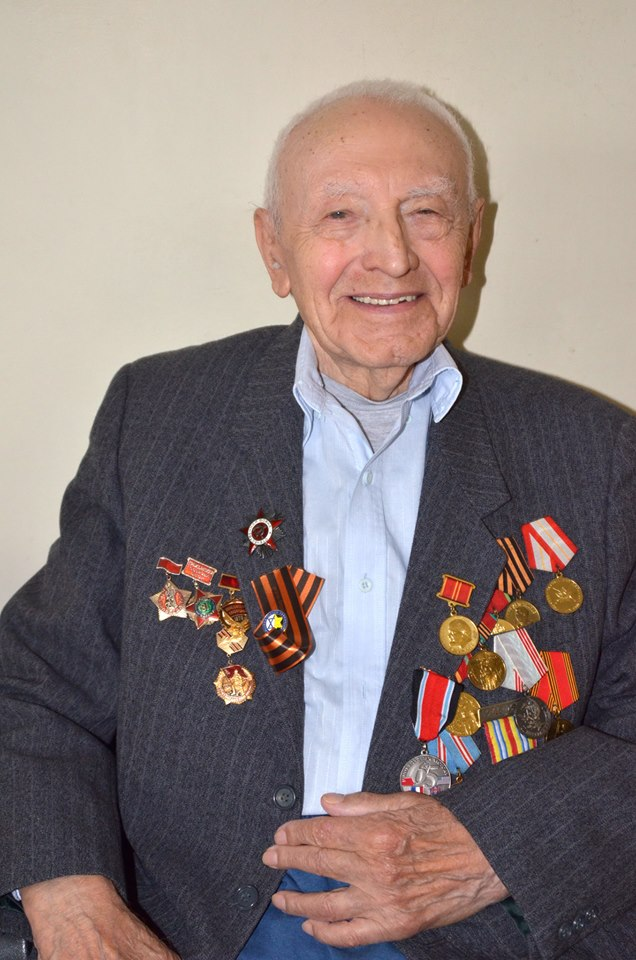
Semjon Rosenfeld (2016)

In seinen letzten Lebensjahren wurde Rosenfeld für sein Engagement mehrfach geehrt. Dennoch blieb er bescheiden: In einem im März vom israelischen Sender Kan ausgestrahlten Interview hatte Rosenfeld gesagt, das Schicksal habe ihn zu einem Helden gemacht.
- 2013 zeichnete ihn der Präsident von Polen, Bronisław Komorowski, mit dem polnischen Verdienstorden Cavalier Cross aus.
- Am 16. Mai 2018 ehrte ihn Hennady Nadolenko, der ukrainische Botschafter in Israel, mit dem ukrainischen Verdienstorden 3. Klasse.[10]

Nach seinem Tod wurde weltweit über ihn und sein Leben berichtet: USA (New York Times), Deutschland (Spiegel Online), Israel, Ukraine, Russland, Italien, Spanien und Niederlande.